# Hypolimnas discalis
Hypolimnas discalis är en fjärilsart som beskrevs av Hans Fruhstorfer 1912. Hypolimnas discalis ingår i släktet Hypolimnas och familjen praktfjärilar. Inga underarter finns listade i Catalogue of Life.